# Automeris aurosea
Automeris aurosea é uma espécie de mariposa do gênero Automeris, da família Saturniidae.